# IJsel Stoomtramweg-Maatschappij
De IJsel Stoomtramweg-Maatschappij (IJSM) is een voormalig vervoersbedrijf. De IJSM is opgericht op 5 juli 1881. Het bedrijf was gevestigd in Den Haag. De IJSM heeft in korte tijd een aantal stoomtramlijnen aangelegd in het westen van Nederland, grofweg tussen Rotterdam, Den Haag, Leiden en Utrecht.
Op 26 september 1893 werd de IJSM overgenomen door de Maatschappij tot Exploitatie van Tramwegen. De activiteiten van de IJSM werden vervolgens overgenomen door de nieuwe eigenaar, waarna de IJSM ophield te bestaan.

## Tramlijnen
De IJSM had het voornemen een uitgebreid netwerk van tramlijnen aan te leggen, maar daarvan is niet veel terecht gekomen. De meeste lijnen kwamen ook niet bij de IJssel. Hieronder een overzicht van de door de IJSM aangelegde tramlijnen.

### Leiden - Den Haag
De tramlijn Leiden - Den Haag werd tussen 1882 en 1885 in fasen geopend; eerst tussen Voorschoten en Leidschendam, vervolgens naar Leiden, Voorburg en tot slot Den Haag (Schenkweg)(ter hoogte van waar nu het Centraal Station is). Deze lijn werd later overgenomen door de NZH en op gewijzigde route geëlectrificeerd en doorgetrokken naar Scheveningen. Vanaf 1924 reden hier de befaamde blauwe trams.

### Voorschoten - Wassenaar
Vanaf de halte Voorschoten aan de lijn Leiden - Den Haag werd een tramlijn aangelegd naar Wassenaar. Deze lijn is geopend in 1883 en gesloten in 1893.

### Rotterdam - Overschie - Delft / Schiedam
In 1884 werd de lijn van Rotterdam naar Overschie geopend. Overschie, geen al te belangrijke plaats, was niet het eindpunt van de lijn dat de IJSM in gedachten had. Het was de bedoeling de lijn vanaf Overschie nog verder aan te leggen, met een lijn naar Delft en een lijn naar Schiedam. Tot deze uitbreiding is het nooit gekomen.
In 1890 vond een ernstig ongeval plaats op deze lijn. De lijn werd, na dit ongeval, overgenomen door de Rotterdamsche Tramweg Maatschappij, een ander vervoerbedrijf.

### Gouda - Utrecht - Vreeswijk
In 1883 werden de eerste twee delen van de tramlijn Gouda - Utrecht - Vreeswijk geopend: dit waren de delen tussen Gouda en Oudewater en tussen Utrecht en Vreeswijk. Het was de bedoeling dat in 1882 nog het ontbrekende stuk, van Oudewater via Montfoort en De Meern naar Utrecht zou worden aangelegd. Het gedeelte van de lijn tussen Oudewater en Utrecht is echter nooit aangelegd, hierdoor bleef het bij de twee losse delen: Gouda - Oudewater en Utrecht - Vreeswijk. Gouda-Oudewater was het enige traject dat langs de IJssel ging.
In 1886 werd de lijn Utrecht - Vreeswijk overgedragen aan de rederij 'Vereeniging'; eerst werd de lijn verhuurd, in 1888 verkocht.

## Het einde van de IJSM
De IJSM heeft niet lang bestaan. Op 6 september 1890 stopte de IJSM met het vervoer. Vanaf dat moment was de Maatschappij tot Exploitatie van Tramwegen (MET) de vervoerder. De IJSM bleef wel eigenaar van de tramlijnen. Op 26 september 1893 werd de IJSM door de MET overgenomen.